# Triengen
Triengen är en ort och kommun i distriktet Sursee i kantonen Luzern, Schweiz. Kommunen har 4 811 invånare (2023).
Kommunen består av de fyra ortsdelarna Kulmerau, Triengen, Winikon och Wilihof.